# ピースコイン
ピースコイン（英: PEACE COIN）は、PEACE COIN OÜ （エストニアに本社をおく会社）およびその関連会社（設立を予定している財団法人等を含むが、それに限られない）が開発した暗号通貨である。

## 概要
ピースコインは、2017年にRyoichi Abeによって考案され、2018年6月に設立されたPEACE COIN OÜによって暗号通貨開発プロジェクトを進め、ブロックチェーン技術を駆使した取引などのサービスを提供している。
ピースコインは、感情とトークンエコノミーを連動させるというブロックチェーン業界において世界的にもイノベーティブな暗号通貨である。資本主義による富の集中化や、GDP成長モデルを前提とする現代の金融システムが持つ課題を克服し、資本を独占する考え方から分け合う考え方へ一歩進むことを目的に開発されている。個人間だけでなく、企業や家庭、地域社会といった幅広いコミュニティでの使用や、アンペイドワークのような今まで経済的評価がなされなかった領域への使用まで、ピースコインの流通を通じて、人々がゆとりと生きがいを持ち、笑顔があふれる「豊かな社会」の実現を目指している。
2018年より実証実験をスタートし、地域コミュニティや企業団体において、ピースコインをベースとしたオリジナルコインを発行し、地域通貨・コミュニティ通貨としての導入を進めている。

## ARIGATO CREATION
ピースコイントークンのコンセプト。ARIGATO CREATION（感謝創造）は、Credit Creation（信用創造）が、金融機関をマネーストックを増やしていくのに対し、個々人が決済をした際、信用創造のように貨幣を生み出す機能を持たせ、コンセンサスアルゴリズム「Proof of Thanks」によるPCE増大と、滞留しているPCEを減少させる。つまり、PCEを使った決済が増えるほど、PCEの総量（マネーストック）は増え、決済が減ると流通するPCEは逓減していく、非中央集権化されたかたちで、世の中に流通するPCEを調整する。

## Proof of Thanks
ピースコインが独自で開発した非中央集権のコンセンサスアルゴリズム。ピースコインでは、ARIGATO CREATION により増大が行われるが、この増価の額を具体的に決定するための指標がProof of Thanks スコアである。増大の仕組みが機能する状態を維持するため、流通 PCE を減らす働きとして減少の仕組みを導入している。

## PCE
ピースコイントークンのティッカーであり、ピースコイントークンの略称。

## アンペイ度
コミュニティ内における、ボランティアや家事労働などといった今まで可視化されていなかった領域のアンペイドワークやシャドウワークを測定していく。市場代替性が低いものを”アンペイ度 ”の高いものとしている。